# Aşgharābād
Aşgharābād (persiska: اَخضَر آباد, اصغر آباد, Akhẕarābād) är en ort i Iran.   Den ligger i provinsen Kurdistan, i den nordvästra delen av landet, 400 km väster om huvudstaden Teheran. Aşgharābād ligger 1 743 meter över havet och antalet invånare är 127.
Terrängen runt Aşgharābād är kuperad.Runt Aşgharābād är det ganska glesbefolkat, med 48 invånare per kvadratkilometer. Närmaste större samhälle är Charmlū, 4,5 km väster om Aşgharābād. Trakten runt Aşgharābād består i huvudsak av gräsmarker.